# Giorgio Cesarano
Giorgio Cesarano (Milan, le 8 avril 1928 – Milan, 9 mai 1975) est un philosophe, poète et traducteur italien. Il est un représentant de la quatrième génération de la Ligne lombarde.

## Biographie
Giorgio Cesarano naît le 8 avril 1928 à Milan, au sein d’une famille de la petite aristocratie méridionale. Son père Federico, s’est distingué durant la Grande Guerre comme légionnaire lors de la rébellion de Fiume sous le commandement de l’écrivain Gabriele D’Annunzio. En 1959, il publie L’Erba bianca, un recueil de poésies de jeunesse, chez l’éditeur Schwarz, avec une préface de Franco Fortini.
Il rencontre en 1961 des difficultés économiques, dues aux aléas d’une typographie ouverte avec deux amis escrocs. Poussé par son amitié récente avec Fortini, il se consacre avec un enthousiasme neuf à la poésie et se rapproche du monde littéraire lombard (amitié avec Giovanni Raboni,, Giovanni Giudici et Giancarlo Majorino). En 1963 il publie La pura verità, recueil de poèmes, chez Monadori, dans la collection « Il Tornasole », pour lequel il reçoit en 1964 le prix littéraire Alte Ceccato ; il participe à la rédaction de la revue Questo e altroet collabore à Aut aut, Palatina, argomenti et Quaderni piacentini. Il se rapproche de Classe Operaia et participe aux activités du groupe milanais, à des séminaires et des congrès nationaux. Durant et après l’existence de Classe operaia, il prend part à des groupes d’études sur Lukács et Socialisme ou barbarie, qui se tiennent à Milan entre 1965 et 1967.
Il s'occupe en 1965 avec Raboni et Majorino de la rubrique « Questioni di poesia » sur la revue « Paragone ». Amitié importante avec Vittorio Sereni et rencontres avec Renato Guttuso aux côtés de son ami peintre Attilio Steffanoni.
En novembre-décembre de 1967 le mouvement étudiant et de contestation générale de la société débute avec des occupations généralisée des universités.
Il écrit en 1968 Il soggetto, un drame politique sur la mort de Che Guevara, publié sur « Rendiconti », n° 17/18, qui sera retravaillé par la suite avec un groupe de théâtre (sous le nouveau titre gli armi) à la demande durant l’été du théâtre Piccolo de Milan et du Teatro stabile de Turin, sans jamais parvenir pour autant à une représentation. Cesarano participe à l’occupation de la Triennale de Milan. Le 7 juin 1968, un assaut du Corriere della Sera après l’attentat contre Rudi Dutschke, chef de file du mouvement étudiant allemand produit des affrontements entre manifestants et policiers qui secouent le centre de Milan durant la nuit entière. Cesarano en écrit une chronique, publiée à l’automne dans « Nuovi argomenti » sous le titre de La notte del Corriere.
Il rédige un journal intime sur les événements du printemps milanais. Anna Banti le publie sur « Paragone » sous le titre de Vengo anch’io avant que Mondadori ne le reprenne en volume comme I giorni del dissenso. Cesarano participe plus activement au mouvement et contribue notamment au comité de base de la Pirelli. 
Il se noue d’amitié avec le jeune Eddie Ginosa qui, influencé d’abord par l’Internationale Situationniste, fait partie des figures de proue de la vague de renouvellement du mouvement libertaire sclérosé après le Mai français. 
Il change de manière de vivre et de penser pour s’identifier avec les manifestations les plus radicales du mouvement révolutionnaire et se rapprocher de la production théorique de l’Internationale Situationniste et des communistes conseillistes. En conséquence il s’éloigne de plus en plus du monde littéraire officiel et de l’industrie culturelle.
Au début de l’année 1969 Cesarano participe aux occupations de l’Hotel Commercio et de la maison d’édition il Saggiatore de Milan. Après les attentats à la dynamite à la gare centrale et à la Foire de Milan commence la stratégie de la tension qui culminera avec le massacre d’État du 12 décembre. À la suite d’une perquisition policière dans son bureau milanais et dans sa maison de Bergame, Cesarano, accusé de  tentative d’attentat, est arrêté et mis en détention à San Vittore avec les anarchistes Gianoberto Gallieri, Joe Fallisi et Franco Bertoli. Faute d’indice, ils sont tous relâchés au bout de trois jours d’isolement.
Cesarano déménage dans un bureau de via Fiorichiari loué avec Piero Coppo, un ami avec qui il partage la passion révolutionnaire. Les rencontres, les interventions et les réflexions avec des camarades de Milan, Gênes, Turin et Rome se concrétisent entre autres dans le groupe informel Ludd et ses trois bulletins. Cesarano adhère à l’aile la plus radicale qui s’exprime au cours de « l’automne chaud ». Il fréquente le siège anarchiste de via Scaldasole à Milan. Le 12 décembre se produit le massacre de piazza Fontana. Certains membres de Ludd seront arrêtés et incarcérés ; la police recherche Eddie Ginosa. Cesarano comprend immédiatement la matrice et les buts du massacre dans le tract Bombe sangue capitale, diffusé à Milan en janvier 1970, signé Ludd-Conseils prolétaires.
En 1970, Cesarano se lance à la recherche de lieux pour déménager à la campagne afin de construire une communauté ouverte à de nouvelles expériences de vie quotidienne. En avril il repère une maison à rénover à Pieve di Compito, dans la province de Lucques. Le « podere al Mennucci » sera au cours des années suivantes un lieu de référence pour amis et camarades, un espace d’élaboration, de rencontres et de ruptures.
En 1971. Une tentative communautaire avec certains adhérents à l’Organisation conseilliste prend fin, au bout de quelques mois, face à de nettes divergences théorico-pratiques. Ainsi se conclut l’expérience communautaire du « podere al Mennucci ». Après avoir définitivement mis en ordre la maison, Cesarano, dans une condition de solitude forcée, se lance dans un travail d’étude et de recherche plus large et plus organique : il commence la rédaction manuscrite de Per la critica dell’utopia capitale, titre initial de ce qui serait devenu par la suite Critica dell’utopia capitale.
En octobre son ami Eddie Ginosa se suicide. Cesarano voit réalisée par son jeune ami l’idée suicidaire qui l’accompagne depuis toujours comme « vice absurde ». En refusant encore une fois la fascination pour le suicide, il rejette avec lucidité la « critique de la vie quotidienne » qui était devenue un impératif angoissant. Il dédie à Eddie son travail en écrivant sur le frontispice du premier carnet : « Ceux-là sont nés pour une vie qui reste à inventer ; dans la mesure où ils ont vécu, c’est pour cette espérance qu’ils ont fini par se tuer ». (Raoul Vaneigem, Banalités de base). Avec Raboni, qui a loué une maison près du « Mennucci », il écrit un scénario télévisé pour la RAI, La Carriera, et obtient de la maison d’édition Garzanti des travaux de traduction.
Il rencontre en 1972 Jacques Camatte qui passe quelque temps au « Mennucci ».
La même année, la publication des Limites du développement, premier rapport au Club de Rome, et d’autres études analogues réalisées par des agences et des fondations capitalistes sur la « crise des ressources », la « croissance zéro » etc, l'amènent à rédiger le pamphlet Apocalypse et révolution que la maison d’édition Dedalo de Bari accepte de le publier, et qui paraîtra en 1973, signé avec Collu.
Durant l’été et au cours d’un voyage au Danemark, il commence la rédaction du Manuel de survie, achevée à l’automne, publié en 1974 par Dedalo. 
Il commence en 1974 la traduction des Confessions de Rousseau, qui paraîtra, avec sa préface, dans la collection « I Grandi Libri » de Garzanti en 1976. Il révise des textes poétiques inédits et les envoie à Anna Banti pour « Paragone » en les accompagnant d’une « Introduzione a un commiato » où il formalise son abandon de la production – et de la dimension – poétique et littéraire. 
En 1975, il fait face à des difficultés économiques croissantes et recherche pour cette raison du travail mais se heurte à l’ostracisme des milieux intellectuels. Il rédige des entrées encyclopédiques concernant le folklore, l’art et le territoire pour l’Enciclopedia europea de Garzanti.
Il vit des histoires d’amour difficiles. Par un concours de circonstances il ne trouve pas de soutien chez de vieux amis, en cette période de graves problèmes personnels. L’enthousiasme pour les « journées d’avril » et pour les très jeunes prolétaires du groupe « Puzz » n’efface pas l’amertume de désillusions répétées. Il somatise la dépression en malaises physiques et se suicide via Lomazzo le 9 mai 1975.

## Œuvres
- Apocalypse et Révolution, Bordeaux, Éditions la Tempête, 2020
- Manuel de survie, Bordeaux, Éditions la Tempête, 2019
- Apocalypse et révolution, Invariance, série 2.
- Chronique d'un bal masqué, Invariance, série 1.